# Associazione Calcio Treviso 1940-1941
Questa voce raccoglie le informazioni riguardanti l'Associazione Calcio Treviso nelle competizioni ufficiali della stagione 1940-1941.

## Stagione
La stagione 1940-41 vede il Treviso nuovamente nelle zone alte della classifica.
È la prima stagione condizionata dalla guerra: l'allenatore Renzo Fadiga (ex giocatore biancoceleste) resterà alla guida della squadra per 6 partite, prima di essere trasferito con la Croce Rossa altrove; verrà sostituito prima da Umberto Visentin III, poi da Giuseppe Girani.
È la stagione dei ritorni e degli addii.
Ritorna a Treviso il centravanti Maran II, che realizza altri 14 gol in 27 partite, mentre dopo 18 stagioni Gino De Biasi lascia la maglia biancoceleste: le sue 328 presenze restano ancora un record imbattuto.
Si ritira anche Umberto Visentin III, dopo 5 stagioni e 46 gol in 149 presenze, settimo goleador di sempre in maglia del Treviso.
Il campionato è appassionatissimo, e il Treviso arriva quarto, a tre punti dalla Fiumana che viene così promossa in Serie B; decisive per il Treviso, in modo negativo, le sconfitte alla terz'ultima e alla penultima giornata per 1-0 contro Ampelea e Pieris.
In coppa Italia, passato il primo turno dopo la vittoria per 2-0 contro il Belluno, la corsa del Treviso si ferma a Rovigo, dove la squadra di casa batte ed elimina il Treviso per 3-2.

## Rosa
| N. |                   | Ruolo | Calciatore       |
| -- | ----------------- | ----- | ---------------- |
|    | Italia (bandiera) | A     | A. Baratto       |
|    | Italia (bandiera) | D     | Cesare Benedetti |
|    | Italia (bandiera) | P     | Gino De Biasi    |
|    | Italia (bandiera) | D     | Erminio Favaro   |
|    | Italia (bandiera) | C     | Leone Gerlin     |
|    | Italia (bandiera) | C     | Girolamo Lovato  |
|    | Italia (bandiera) | C     | Antonio Maran    |
|    | Italia (bandiera) | A     | Giuseppe Maran   |
|    | Italia (bandiera) | D     | Romeo Maran      |
|    | Italia (bandiera) | D     | Gilio Meneghelli |
|    | Italia (bandiera) | A     | Mario Minicucci  |
|    | Italia (bandiera) | P     | Giuseppe Moro    |

| N. |                   | Ruolo | Calciatore        |
| -- | ----------------- | ----- | ----------------- |
|    | Italia (bandiera) | C     | Ivone Nicoletti   |
|    | Italia (bandiera) | C     | Angelo Pellizzari |
|    | Italia (bandiera) | A     | Alfredo Prospero  |
|    | Italia (bandiera) | C     | Mario Rampazzo    |
|    | Italia (bandiera) | A     | Eros Roncarelli   |
|    | Italia (bandiera) | D     | Mario Scagnolari  |
|    | Italia (bandiera) | D     | Angelo Venturi    |
|    | Italia (bandiera) | D     | R. Visentin       |
|    | Italia (bandiera) | A     | Umberto Visentin  |
|    | Italia (bandiera) | A     | I. Zardetto       |
|    | Italia (bandiera) | C     | Cesare Zardo      |
|    | Italia (bandiera) | A     | Plinio Zilli      |

## Statistiche di squadra
| Competizione | Punti | In casa | In casa | In casa | In casa | In casa | In casa | In trasferta | In trasferta | In trasferta | In trasferta | In trasferta | In trasferta | Totale | Totale | Totale | Totale | Totale | Totale | DR  |
| Competizione | Punti | G       | V       | N       | P       | Gf      | Gs      | G            | V            | N            | P            | Gf           | Gs           | G      | V      | N      | P      | Gf     | Gs     | DR  |
| ------------ | ----- | ------- | ------- | ------- | ------- | ------- | ------- | ------------ | ------------ | ------------ | ------------ | ------------ | ------------ | ------ | ------ | ------ | ------ | ------ | ------ | --- |
| Serie C      | 33    | ?       | ?       | ?       | ?       | ?       | ?       | ?            | ?            | ?            | ?            | ?            | ?            | 27     | 13     | 7      | 7      | 44     | 30     | +14 |
| Coppa Italia |       | 1       | 1       | 0       | 0       | 2       | 0       | 1            | 0            | 0            | 1            | 2            | 3            | 2      | 1      | 0      | 1      | 4      | 3      | +1  |
| Totale       |       | ?       | ?       | ?       | ?       | ?       | ?       | ?            | ?            | ?            | ?            | ?            | ?            | 29     | 14     | 7      | 8      | 48     | 33     | +15 |